# Judd Gregg
Judd Alan Gregg (ur. 14 lutego 1947 w Nashua w stanie New Hampshire) – amerykański polityk, senator ze stanu New Hampshire (wybrany w 1992, i ponownie w 1998 i 2004), członek Partii Republikańskiej. Jego ojciec, Hugh Gregg, był w latach 1953–1955 gubernatorem New Hampshire.
W latach 1989–1993 był gubernatorem stanu New Hampshire, a przedtem (1981–1989) kongresmanem.
2 lutego 2009 został desygnowany przez prezydenta Baracka Obamę na sekretarza handlu. W razie potwierdzenia jego nominacji przez Senat, jego miejsce ma zająć J. Bonnie Newman.
Z powodu różnic między senatorem a administracją prezydenta USA Baracka Obamy w kwestii priorytetów gospodarczych zrezygnował z nominacji na sekretarza handlu.